# Sytuacja prawna i społeczna osób LGBT w Finlandii

Tęczowa flaga – symbol społeczności LGBT

Tęczowa flaga w kształcie Finlandii

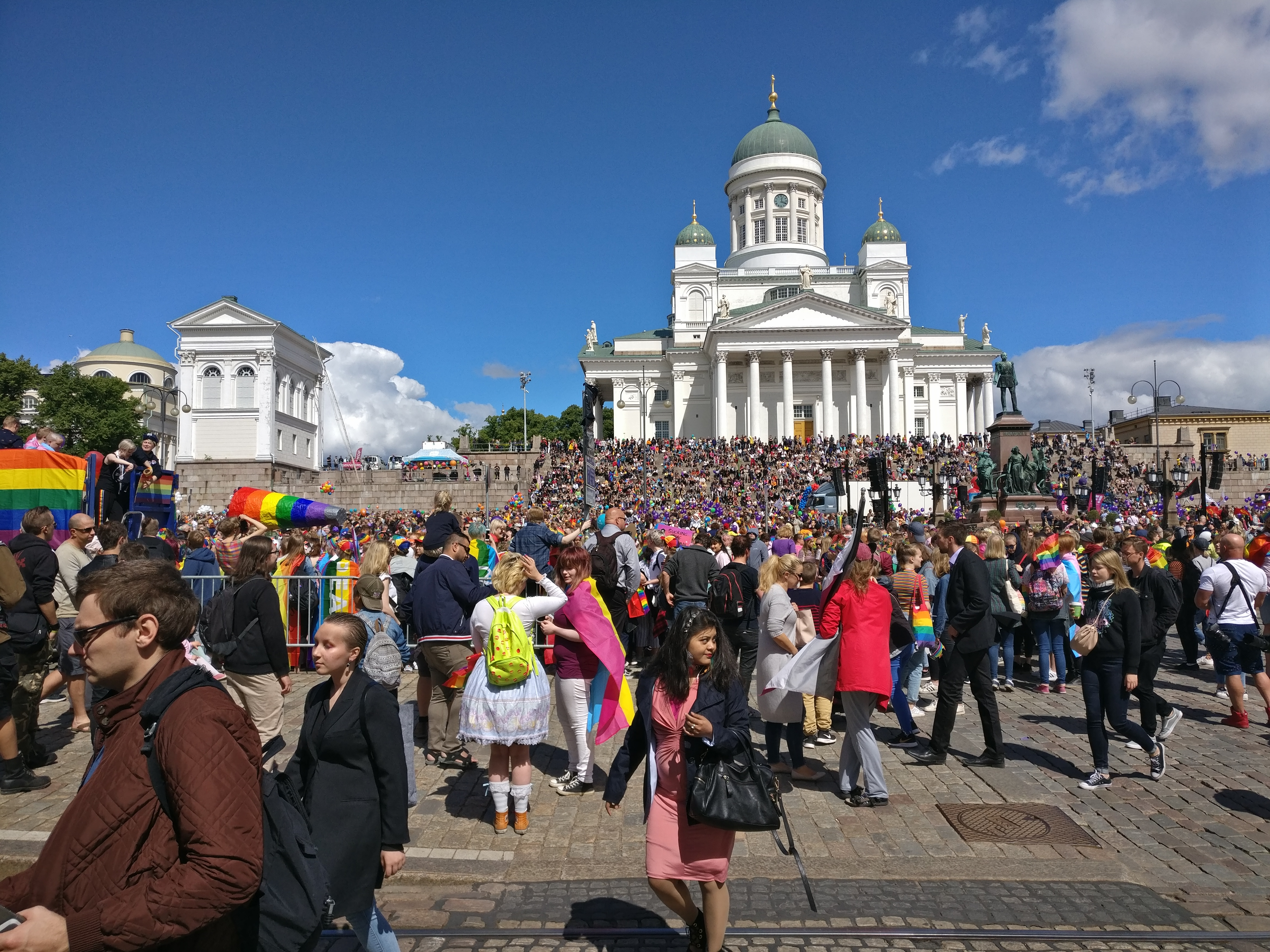
W paradzie "Helsinki Pride" w 2018 r. wzięło udział około 100 tys. osób; prawie trzykrotnie więcej niż w 2017 r.

Prawa lesbijek, gejów, osób biseksualnych i transpłciowych (LGBT) w Finlandii należą do jednych z najbardziej postępowych na świecie. Zgodnie z corocznym raportem ILGA, fińskie przepisy prawne dotyczące LGBT należą do najbardziej wyczerpujących i najlepiej dopracowanych w Europie. W porównaniu z innymi krajami nordyckimi plasuje się ono na pierwszym miejscu, ustępując jedynie sąsiadującej Norwegii. Aktywność seksualna zarówno mężczyzn, jak i kobiet tej samej płci jest w Finlandii legalna od 1971 roku, a jej "promocja" została zdekryminalizowana i wiek przyzwolenia zrównany w 1999 roku, a homoseksualizm został zdeklasyfikowany jako choroba w 1981 roku. Dyskryminacja ze względu na orientację seksualną w takich dziedzinach jak zatrudnienie, dostarczanie towarów i usług itp. została uznana za przestępstwo w 1995 roku, a dyskryminacja ze względu na tożsamość płciową w 2005 roku.
Finlandia jest często określana jako jeden z najbardziej przyjaznych dla osób LGBT krajów na świecie, a akceptacja społeczna dla osób LGBT i związków między osobami tej samej płci jest znacząca.

## Prawo wobec kontaktów homoseksualnych
Kontakty homoseksualne zostały zalegalizowane w Finlandii w 1971, a w 1999 zrównano wiek osób legalnie dopuszczających się kontaktów homo- i heteroseksualnych, wynosi on 16 lat. W 2011 roku transwestytyzm został usunięty z klasyfikacji chorób.

## Uznanie związków osób tej samej płci
W 2002 w Finlandii zalegalizowano związki partnerskie par tej samej płci. Dają one większość praw z tych, jakie mają małżeństwa heteroseksualne. W 2009 Finlandia umożliwiła parom tej samej płci adopcję dzieci jednego z partnerów.
W 2014 fiński parlament przyjął ustawę dotyczącą małżeństw jednopłciowych. Był to pierwszy w historii Finlandii przypadek przyjęcia prawa w drodze obywatelskiej inicjatywy ustawodawczej. Prawo weszło w życie 1 marca 2017 r. Zarazem Finlandia przestanie rejestrować nowe związki partnerskie.
Nowe prawo małżeńskie wpłynie równie na sytuację osób transpłciowych. Od osób poddających się operacji korekty płci nie będzie już wymagane, aby były stanu wolnego.

## Ochrona prawna przed dyskryminacją
Fińskie prawo gwarantuje ogólny zakaz dyskryminacji przez wzgląd na orientację seksualną. Został on zawarty w kodeksie karnym i obejmuje różne dziedziny życia. Podobny zakaz został również zawarty w kodeksie pracy w 1995 roku. Geje, lesbijki i osoby biseksualne nie są również wykluczeni ze służby wojskowej z powodu swojej orientacji seksualnej.
W 2014 r. fiński parlament znowelizował ustawę, zapewniając dodatkową ochronę w zakresie zatrudnienia, zapewniania towarów i usług, edukacji i usług zdrowotnych. W art. 8 pkt 1 Ustawy o Równości Kobiet i Mężczyzn (w języku fińskim: Laki naisten ja meissen välisestä tasa-arvosta; w języku szwedzkim: Lag om jämställdhet zwischen kvinnor und män) stwierdza się, co następuje:

Nikt nie może być dyskryminowany ze względu na wiek, pochodzenie, narodowość, język, religię, przekonania, opinię, działalność polityczną, działalność związkową, relacje rodzinne, stan zdrowia, niepełnosprawność, orientację seksualną lub inne cechy osobiste. Dyskryminacja jest zakazana, niezależnie od tego, czy opiera się na faktach lub przypuszczeniach dotyczących danej osoby.

## Życie osób LGBT w kraju
Finowie należą do społeczeństw bardzo tolerancyjnych wobec przedstawicieli mniejszości seksualnych. Według sondażu Eurobarometr, wykonanego na zlecenie UE w 2006 roku, 45% Finów popiera zalegalizowanie małżeństw homoseksualnych, a 23% nadanie praw adopcyjnych dla osób tej samej płci.
W Finlandii istnieje średniej wielkości scena gejowska. Jej centrum są Helsinki. Miasto to dysponuje kilkoma lokalami (puby, bary, dyskoteki, sauny, hotele, restauracje itp.) gejowskimi i gay-friendly. Wydawane są tam publikacje, działa kilka organizacji zajmujących się niesieniem pomocy przedstawicielom LGBT i walką z homofobią. Każdego roku ulicami stolicy maszerują parady mniejszości seksualnych (gay pride parade).